# Denis Le Bihan
Denis Le Bihan (* 30. Juli 1957 in Nanterre) ist ein französischer Neurowissenschaftler, Radiologe und Biophysiker.

## Leben
Le Bihan studierte Humanbiologie, Informatik und Medizin an der Universität Paris VI mit dem Abschluss in Medizin 1984 (Facharzt in Radiologie 1987) und Physik an der Universität Paris XI (Labor der Ecole Polytechnique) mit der Promotion in Physik 1987. Im gleichen Jahr 1987 ging er an die National Institutes of Health und befasste sich dort mit Bildgebungsverfahren (wie Magnetresonanztomographie, MRT)  für das Gehirns. 1994 kehrte er nach Frankreich zurück ans Service Hospitalier Frédéric Joliot des  CEA in Orsay. Dort war er von 1999 bis 2006 Direktor des Labors für anatomische und funktionelle Neurobildgebung. 2007 gründete er NeuroSpin am CEA in Saclay und wurde dessen Direktor. Dort entwickelte er MRT-Verfahren mit sehr hohen Magnetfeldern.
Von 2005 bis 2006 und von 2008 bis 2009 war er Gastprofessor an der Universität Kyōto.
Le Bihan war in den 1980er Jahren maßgeblich an der Entwicklung der diffusionsgewichteten MRT in vivo beteiligt, die sich später unter anderem in der Schlaganfall-Diagnose etablierte, aber auch bei der Krebsdiagnostik und bei der Untersuchung weiterer neuronaler Erkrankungen verwendet wird. In den 1990er Jahren arbeitete er an der Einführung der Diffusions-Tensor-Bildgebung in vivo; mit dieser Methode können auch dreidimensionale Karten von Verbindungen zwischen Neuronen im Gehirn erstellt werden. Die Idee, die Diffusionsbewegung von Molekülen mit MRT zu erfassen, hatte er schon während seines Studiums.

## Auszeichnungen
1999 wurde er korrespondierendes und 2003 volles Mitglied der Academie des Sciences, er ist Mitglied der Académie des technologies und seit 2002 der Academia Europaea. Er ist Ritter des Ordre national du Mérite. 2002 erhielt er den Richard Lounsbery Award, 2012 den Prix Honda und 2014 den Louis-Jeantet-Preis.  Für 2021 wurde ihm der Eduard-Rhein-Preis in Technologie zuerkannt.

## Schriften
- Imagerie par Résonance Magnétique: Bases Physiques. Masson, Paris, 1984.
- Herausgeber: Magnetic Resonance Imaging of Diffusion and Perfusion: Applications to Functional Imaging. Lippincott-Raven Press, New York, 1995.
- Looking into the functional architecture of the brain with diffusion MRI, Nature Reviews Neuroscience, Band 4, 2003, s.  469–480